# Estadio Metropolitano
Estadio Metropolitano este un stadion din Madrid, Spania. Este stadionul unde își dispută meciurile de acasă Atlético Madrid din sezonul 2017-2018. Acesta este situat în cartierul Rosas din districtul San Blas-Canillejas.
Stadionul a fost construit ca parte a nereușitei încercări a Madridului de a găzdui Campionatele Mondiale de Atletism din 1997 și a fost inaugurat pe 6 septembrie 1994 de către Comunitatea Madrid. Acesta a fost închis în 2004 din cauza ofertei orașului pentru Jocurile Olimpice din 2016 și în 2013 a trecut în posesia lui Atlético Madrid. În 2017 stadionul a fost renovat și redeschis publicului pe 16 septembrie 2017, când Atlético Madrid a avut meci cu Málaga în La Liga. Stadionul a avut o capacitate de 20.000 de spectatori la închidere și a fost redeschis cu o capacitate de 67.703. Acesta a găzduit finala Ligii Campionilor a UEFA din 2019. Atlético Madrid a oferit stadionul drept loc de întâlnire permanent pentru meciurile din Copa del Rey.

## Nume
Stadionul a fost cunoscut anterior sub numele de Estadio de la Comunidad de Madrid, Estadio Olímpico de Madrid (Stadionul Olimpic de la Madrid) și mai frecvent cu pseudonimul Estadio de La Peineta. Datorită regulamentelor de sponsorizare ale UEFA, stadionul este cunoscut sub numele de Estadio Metropolitano. Stadionul este sponsorizat de compania chineză Wanda Group, care își pune numele pe stadion.

## Istorie
La începutul anilor 1990, Consiliul sportiv al Comunității de Madrid a promovat candidadura orașului de a găzdui Campionatele Mondiale de Atletism în 1997, pentru care au început pregătirile pentru un stadion olimpic la est de Madrid, lângă autostrada M-40. Se aștepta ca locul, situat în suburbiile estice ale orașului Madrid, să fie puternic urbanizat.
Construcția noului stadion a fost lansată în 1990 pe baza unui proiect propus de Cruz y Ortiz. Construcția a fost finalizată în 1993, în timp ce inaugurarea a avut loc în septembrie 1994. Stadionul cu o capacitate de 20.000 de locuri a devenit popular ca La Peineta, ceea ce înseamnă pieptene, datorită similitudinii sale cu pieptenele de păr tradiționale.
Campionatele Mondiale de Atletism din 1997 au fost în cele din urmă atribuite Atenei, în timp ce La Peineta a fost folosit pentru evenimente sportive și culturale minore în deceniul de existență. A devenit un stadion abandonat în 2004.

### Noul stadion
În 2004, stadionul a fost închis pentru un viitor proiect la ceremonia de la Madrid pentru Jocurile Olimpice de Vară din 2016. În urma înfrângerii ofertei de la Madrid din 2009, au fost făcute multe propuneri pentru utilizarea viitoare a stadionului. În cele din urmă, pe 11 septembrie 2013, Atlético Madrid și-a anunțat planurile de a construi un stadion pe locul La Peineta. Astfel, proprietatea a fost transferată oficial clubului.

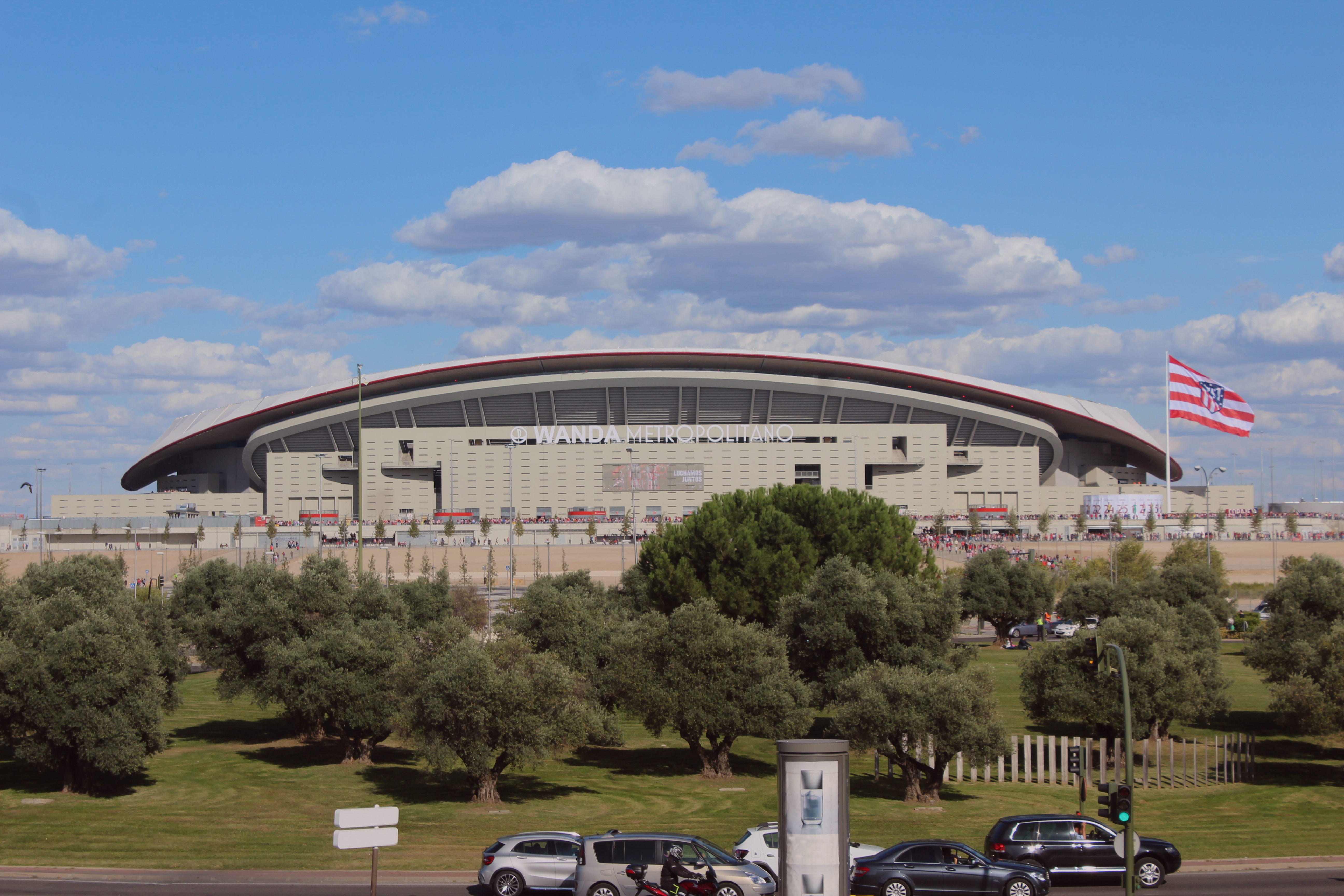
Vedere exterioară a stadionului în ziua inaugurării

Noul stadion înlocuiește stadionul Vicente Calderón ca fiind casa lui Atletico începând cu sezonul 2017-18. Pe 9 decembrie 2016, clubul a anunțat că numele oficial al stadionului renovat ar fi Wanda Metropolitano - Wanda din motive de sponsorizare și Metropolitano datorită numelui stadionului istoric care a găzduit meciurile lui Atlético în fața lui Vicente Calderón.
Acesta găzduiește 67.703 de spectatori, cu toate scaunele spectatorilor acoperite de un nou acoperiș, inclusiv 79 de "suites" VIP, cunoscute sub numele de Neptuno Premium. Vor fi disponibile 4.000 de locuri de parcare; 1.000 în interiorul clădirii stadionului și 3.000 în afara clădirii. Începând cu 1 martie 2017, aproximativ 45 000 de abonamente de sezon au fost rezervate de fanii clubului.
Pe 17 septembrie 2017, Wanda Metropolitano a fost inaugurat într-un meci din La Liga 2017-18 între Atlético Madrid și Málaga CF. Regele Felipe VI al Spaniei a fost prezent la meci, iar Antoine Griezmann a marcat singurul său gol. Pe 27 septembrie 2017, Wanda Metropolitano a găzduit primul său meci din UEFA Champions League. Chelsea a bătut Atlético Madrid 2-1, devenind primul club englez care îi învinge acasă în orice competiție europeană de cluburi, iar prima echipă vizitantă în a câștiga pe noul stadion.